# Pomnik Najświętszego Serca Pana Jezusa w Poznaniu

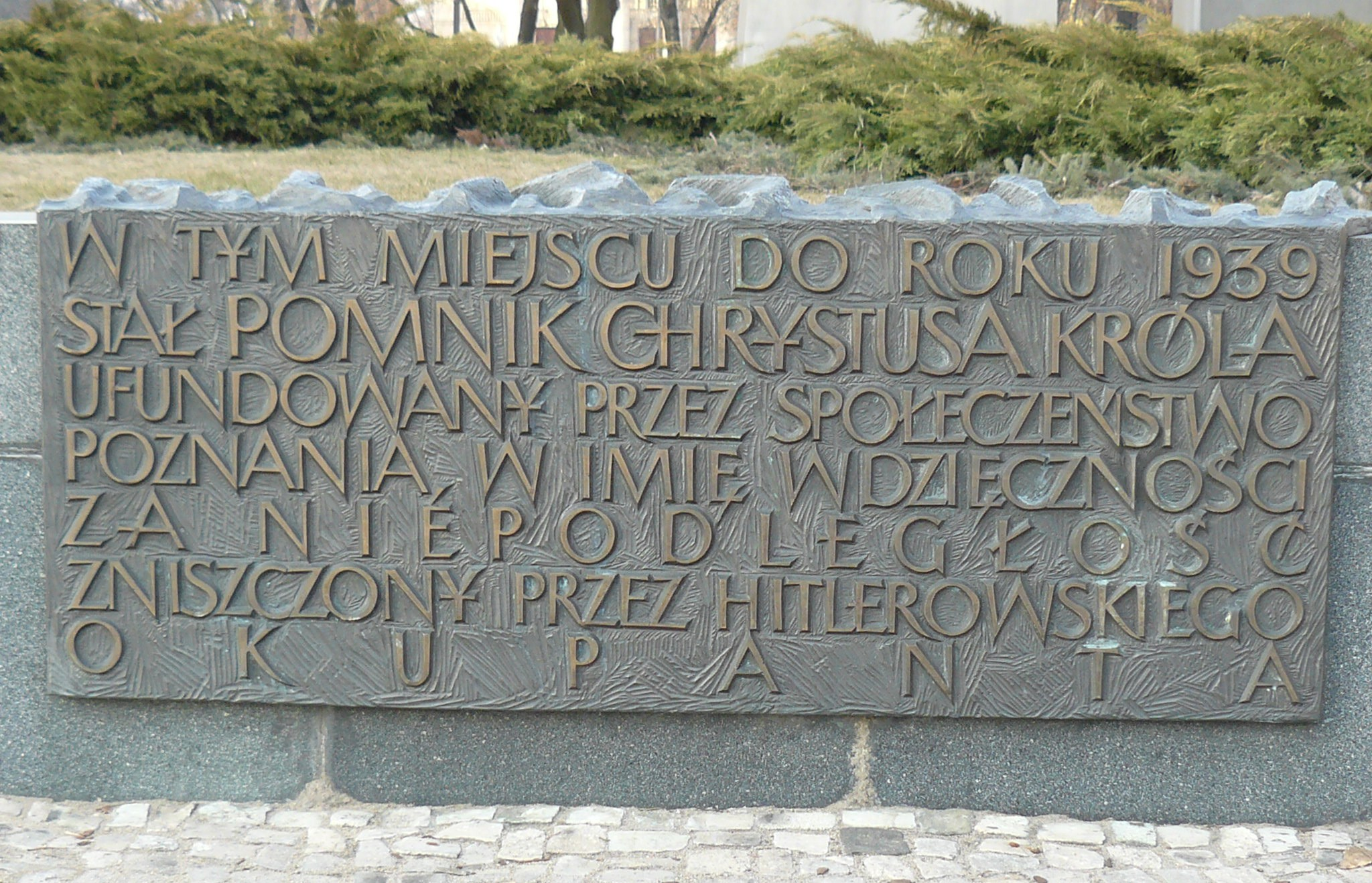
Tablica pamiątkowa w miejscu pomnika

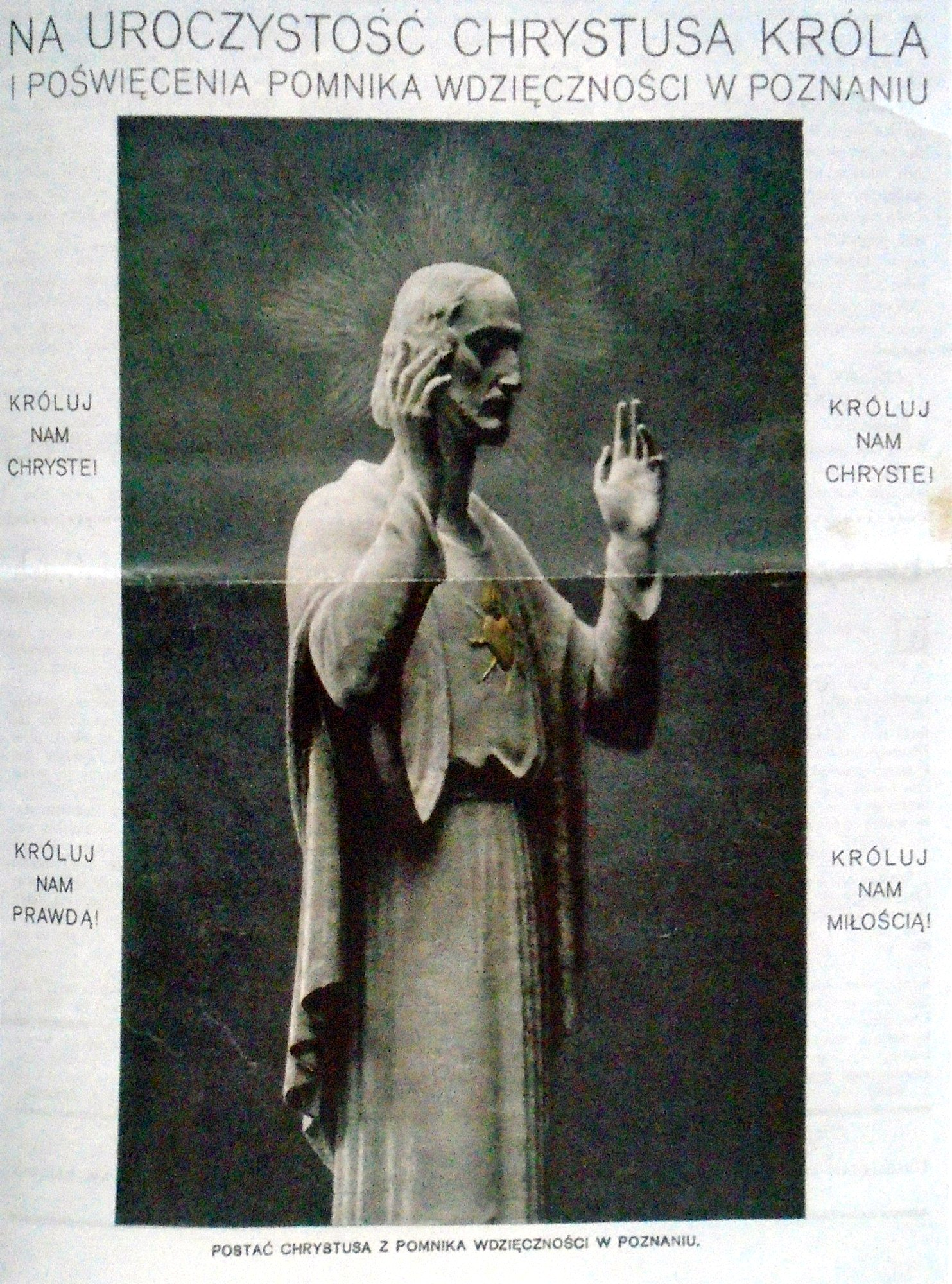
Fragment Przewodnika Katolickiego z 1932

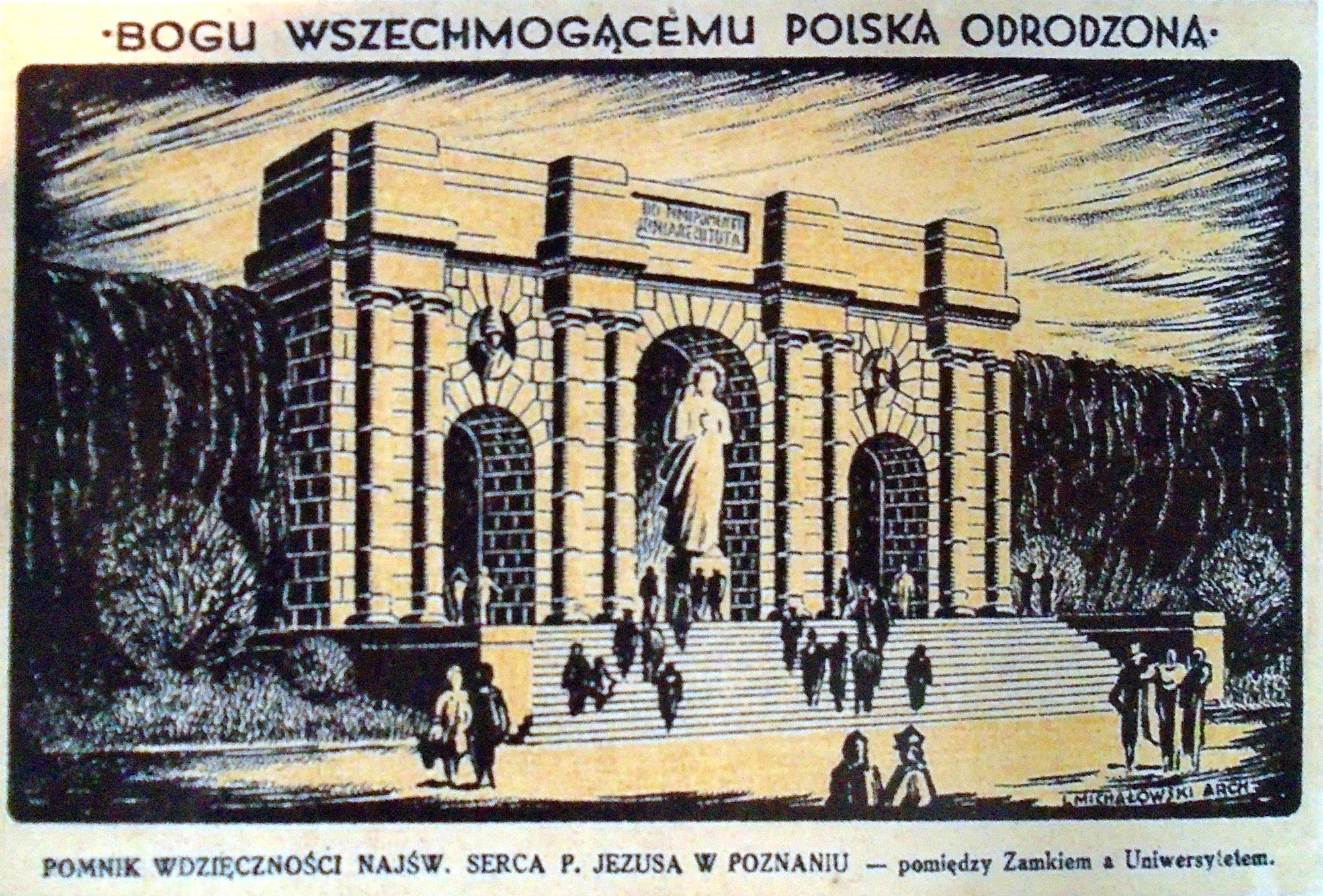
Rycina z około 1930 roku

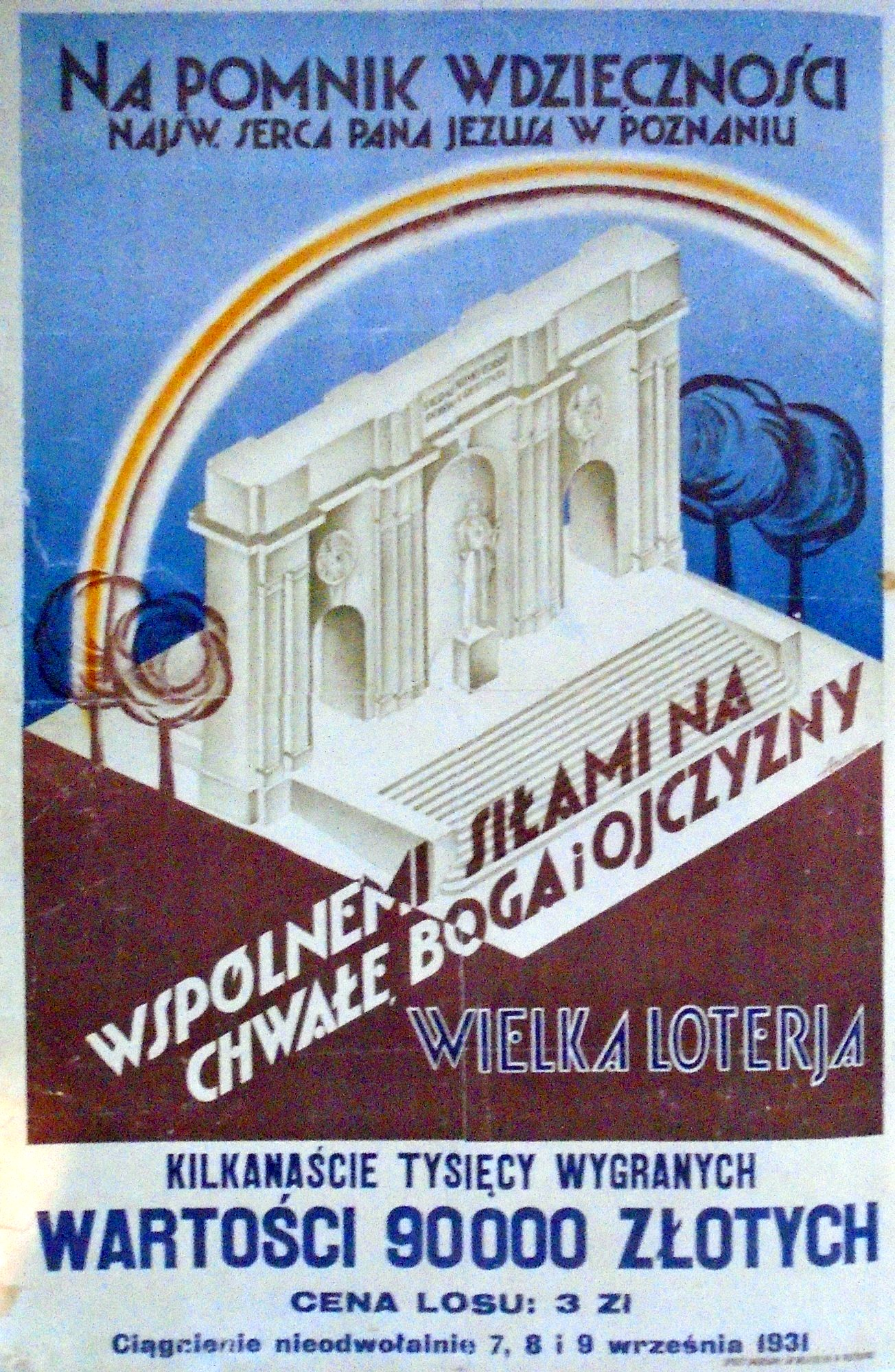
Plakat autorstwa Anny Studzińskiej (1931)

Pomnik Najświętszego Serca Pana Jezusa (zwany również Pomnikiem Wdzięczności lub Pomnikiem Chrystusa Króla) – łuk triumfalny będący wotum za odzyskaną niepodległość przez Polskę postawiony w 1932 roku  na placu Mickiewicza w Poznaniu, zburzony w 1939 roku.

## Historia
Pomysł budowy pomnika pojawił się w 1920 na Zjeździe Katolickim w Poznaniu. W 1927 Komitet Budowy Pomnika zlecił wykonanie projektu Lucjanowi Michałowskiemu. Po długich sporach, usytuowano pomnik w obrębie Dzielnicy Cesarskiej, w miejscu zburzonego w 1919 pomnika Bismarcka, w rejonie obecnego Pomnika Poznańskiego Czerwca 1956 (plac Mickiewicza):

W ten sposób upadłoby symboliczne miejsce pogromu Bismarcka, upatrzone przez zbiorową wolę społeczeństwa pod pomnik, którego lapidarna, granitowa wymowa miałaby przypominać po wszystkie wieki, że Bóg pokierował wojną ludów, która niepojęta o nas, toczyła się dla nas."

23 stycznia 1930 uzyskano pozwolenie na budowę i przystąpiono do prac budowlanych. Pomnik uroczyście odsłonięto 30 października 1932, w święto Chrystusa Króla. W uroczystościach wzięli udział liczni poznaniacy, pod przewodnictwem kardynała Augusta Hlonda. Podczas wygłoszonej wówczas homilii mówił on:

Na tej ziemi, na której najpierw wzbił się Orzeł polski, w tym pięknym stołecznym mieście, naród stawia swój dokument dziejowy. Jest to dokument wdzięczności tego pokolenia, które cudu wolności było świadkiem.

Pomnik został wzniesiony ze składek społecznych.

### Zburzenie
Pomnik zburzono decyzją okupującej Wielkopolskę administracji III Rzeszy w październiku 1939. Niszczeniem kierował osobiście Eckhardt Greiser, syn niemieckiego wielkorządcy dla Kraju Warty Arthura Greisera. Figura została natomiast przetopiona. Szczątki dwóch błogosławiących palców Jezusa, ocalone przez polskich robotników, są do dziś przechowywane w poznańskim Muzeum Archidiecezjalnym.

## Architektura
Pomnik miał formę łuku triumfalnego wysokości 12,5 m i szerokości 22 m. Od strony frontowej w środkowej wnęce znajdowała się wysoka na 4 m odlana z brązu figura Chrystusa, autorstwa Marcina Rożka. On również wykonał dwa medaliony nad bocznymi przęsłami. Medalion po lewej stronie przedstawiał papieża Piusa XI, a po prawej prymasa Polski Edmunda Dalbora. Stronę północną ozdabiały płaskorzeźby autorstwa Kazimiery Pajzderskiej. Po lewej stronie znajdował się wizerunek rycerza w husarskiej zbroi, a po prawej żołnierza w polowym mundurze i hełmie, trzymającego karabin. W środkowej wnęce znajdowała się alegoryczna płaskorzeźba przedstawiająca trzy stany współczesnej Polski skupione pod polskim godłem. Serce znajdujące się w figurze ufundowane zostało przez katolickie matki miasta Poznania.
Na pomniku widniał napis: Sacratissimi Cordi – Polonia Restituta (z łac. Najświętszemu Sercu – Odrodzona Polska).

## Kontrowersje
Według Władysława Czarneckiego, międzywojennego architekta miejskiego, pomnik był źle ustawiony i przeskalowany (m.in. łuk triumfalny nie posiadał żadnej perspektywy urbanistycznej, co przeczyło jego formie). Prezydent Poznania Cyryl Ratajski proponował zamiast łuku budowę kościoła-wotum, jednak pomysł ten nie zyskał uznania kurii arcybiskupiej i komitetu budowy pomnika.

## Koncepcja odbudowy
3 lutego 2012 zawiązał się w Poznaniu Społeczny Komitet Odbudowy Pomnika Wdzięczności, na czele z prof. Stanisławem Mikołajczakiem. Komitet chciał by pomnik, odtwarzany ze składek społecznych, stanął ponownie w mieście najpóźniej do 2018, w setną rocznicę odzyskania niepodległości.
Ponieważ jego pierwotne miejsce jest zajęte przez dwa inne pomniki, komitet proponował usytuowanie pomnika wzdłuż ulicy Jana Pawła II. Propozycję nowej lokalizacji złożył Klemens Mikuła, generalny projektant otoczenia Jeziora Maltańskiego, wraz ze współpracującym z nim architektem Jerzym Gurawskim. Wskazani architekci określili lokalizację przy ul. Jana Pawła II „najodpowiedniejszą”, ponieważ znajduje się na osi Kopiec Wolności – Katedra, a ustawienie pomnika w postaci łuku triumfalnego „wzbogaca obrzeże Malty o element wiążący się z historią, kulturą i pamięcią przekazywaną przez pokolenia”.
Zgodę na wzniesienie tzw. Pomnika Wdzięczności wyraziła Rada Miasta Poznania 18 grudnia 2012.